# Tinjis
Tinjis ou Tinge, na mitologia grega, segundo os habitantes de Tíngis da época de Plutarco, foi a mulher de Anteu (filho de Posídon com Gaia).
Héracles desposou Tinjis após a morte de Anteu, e deste união nasceu Sufax (ou Sophax), que se tornou rei do país e fundou uma cidade com o nome da mãe, Tinjis, a atual Tânger. Sufax foi o pai de Diodoro, que submeteu os líbios, por ter um exército de gregos de Ólbia e Micenas, estabelecidos na região por Héracles.
Plutarco comenta que estas histórias haviam sido inventadas para agradar Juba, rei da Numídia, de forma que seus ancestrais fossem descendentes de Sufax e Diodoro; porém Quinto Sertório, quando esteve em Tânger, abriu o túmulo de Anteu, e encontrou um corpo de 60 côvados de tamanho,[a] enterrando-o em seguida, com sacrifícios e honras.